# Phonognatha graeffei
Phonognatha graeffei is een spinnensoort uit de familie van de Phonognathidae.
De wetenschappelijke naam van de soort werd in 1865 als Epeira graeffii gepubliceerd door Eugen von Keyserling.